# Karlsøy
Karlsøy (en sami septentrional: Gálssa) és un municipi insular situat al comtat de Troms a Noruega. Té 2.282 habitants (2016) i la seva superfície és de 1,090.04 km². El centre administratiu del municipi és el poble de Hansnes.
El municipi es compon de moltes illes incloent la de Ringvassøya, Reinøya, Vannøya, Karlsøya i Rebbenesøya a més de diverses illes deshabitades (moltes de les quals abans eren habitades).

## Informació general
Karlsøy va ser establert com a municipi l'1 de gener de 1838. L'1 de gener de 1867, el districte de Ullsfjord (població: 862) va ser transferit de Karlsøy al veí municipi de Lyngen. L'1 de setembre de 1886, Helgøy va ser separat de Karlsøy per esdevenir un municipi propi. Això va deixar Karlsøy amb 1.334 habitants. Llavors l'1 de gener de 1964, el municipi de Helgøy es va fusionar de nou en el municipi de Karlsøy. Alhora, totes les àrees de la part continental de Karlsøy (la part nord de la península de Lyngen, amb 1.001 habitants) es va transferir des Karlsøy al veí municipi Lyngen. Després de tots els canvis, el nou Karlsøy tenia 3.414 residents. L'1 de gener de 2008, la part sud de l'illa de Reinøya va ser traslladada de Tromsø a Karlsøy.

### Nom
El municipi (originalment parròquia) és el nom de la petita illa de Karlsøya (nòrdic antic: Kalsøe), ja que la primera església (Església Karlsøy) va ser construïda allí. El primer element és el cas genitiu del nom masculí Karl i l'últim element és øi que significa "illa". Abans del 1909, el nom va ser escrit Karlsö.

### Escut d'armes
L'escut d'armes és moderns. Se'ls hi va concedir el 12 de desembre de 1980. Les armes mostren el cap d'un àguila marina en un fons blau, ja que una de les majors colònies d'aquestes aus d'Europa es troba a l'illa de Nord-Fugløya, situada al municipi. A més l'àguila simbolitza la importància de la pesca per al municipi.

### Esglésies
L'Església de Noruega té una parròquia (sokn) dins del municipi de Karlsøy. És part de la archi-deganat Tromsø a la Diòcesi de Nord-Hålogaland.
| Parròquia (Sokn) | Nom de l'església       | Localització de l'església | Any de construcció |
| ---------------- | ----------------------- | -------------------------- | ------------------ |
| Karlsøy          | Església de Helgøy      | Helgøya                    | 1742               |
| Karlsøy          | Església de Karlsøy     | Karlsøya                   | 1854               |
| Karlsøy          | Església de Ringvassøy  | Hansnes                    | 1977               |
| Karlsøy          | Església de Sengskroken | Vanna                      | 1962               |

## Economia
Karlsøy és entre els exportadors més importants del món de bacallà sec i salat, amb Portugal, Espanya i Brasil entre els principals mercats. La població depèn gairebé totalment de la pesca. També hi ha empreses de pasturatge de cabres i alguns professionals de la música que viuen a la comunitat de l'illa. Hi ha una creixent quantitat de turisme, sobretot com a resultat de la festa que s'executa en l'estiu de la promoció de l'illa i la història alternativa allà. Com a resultat hi ha plans per a 50 cases que es construiran a l'illa.

## Geografia i natura

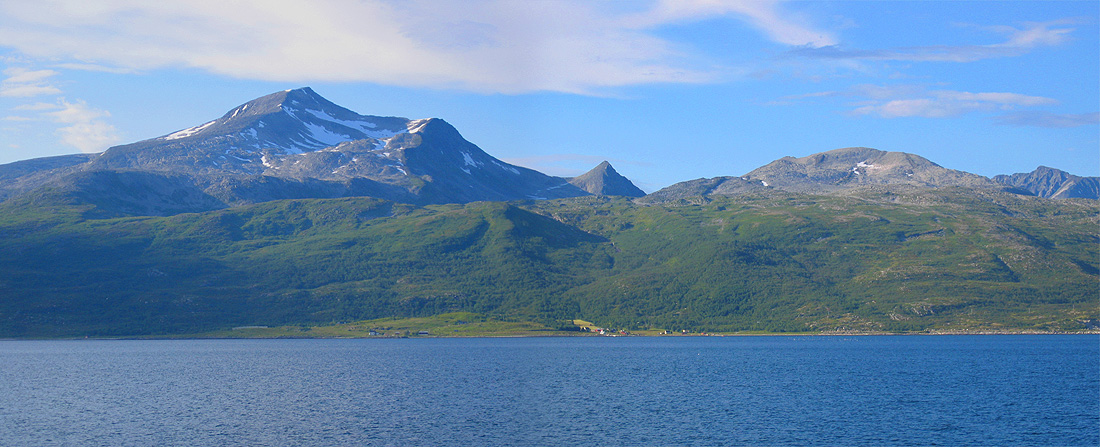
L'illa de Vanna des del ferri

El municipi es compon de tan sols illes. La Ringvassøya, la sisena illa més gran de Noruega, és l'illa més gran del municipi. La Karlsøya, Vanna (Vannøya), Reinøya i Rebbenesøya són les altres illes principals.
Les illes de Rebbenesøy i Ringvassøy es divideixen (igual que Reinøya abans del 2008), amb la part sud pertany al veí municipi de Tromsø. La raó és que les fronteres es van elaborar quan el vaixell era l'únic mitjà de transport; llavors tenia sentit que les parts meridionals de les illes pertanyien a Tromsø, mentre que les regions del nord pertanyien a Karlsøy. Avui dia, quan les carreteres han reemplaçat als vaixells, la situació és difícil, per la qual cosa el govern noruec va transferir tot Reinøya al municipi de Karlsøy l'1 de gener de 2008. El mont Soltindan és la muntanya més alta de l'illa de Ringvassøya amb 1,051 metres sobre el nivell del mar.
Karlsøya, la petita illa després que duu el nom del municipi, té un poble pintoresc amb una senyorial església del segle xix. Els habitants són una barreja interessant i acollidora dels habitants originals, els hippies i els musulmans noruecs. La flora de l'illa també és interessant.
Helgøya, l'antiga seu de la municipalitat independent de Helgøy a la part occidental de l'actual Karlsøy, és avui un poble més o menys abandonada de pintoresques cases de fusta i l'antiga Església de Helgøya. L'illa només es pot arribar quan els serveis se celebren a l'església, i també s'organitzen passejos en ferri.
El llac Skogsfjordvatn, al centre de Ringvassøya, és un bell llac amb bona pesca, envoltat de frondosos boscos, subàrtics. Aquest és el llac més gran de Noruega en una illa. L'illa de Vannøya té diversos pobles pintorescs, com ara Burøysund i Torsvåg, aquest últim ofereix una meravellosa vista de l'Atlàntic des del Far Torsvåg.
| Dades climàtiques a Karlsøy              | Dades climàtiques a Karlsøy | Dades climàtiques a Karlsøy | Dades climàtiques a Karlsøy | Dades climàtiques a Karlsøy | Dades climàtiques a Karlsøy | Dades climàtiques a Karlsøy | Dades climàtiques a Karlsøy | Dades climàtiques a Karlsøy | Dades climàtiques a Karlsøy | Dades climàtiques a Karlsøy | Dades climàtiques a Karlsøy | Dades climàtiques a Karlsøy | Dades climàtiques a Karlsøy |
| Mes                                      | gen                         | febr                        | març                        | abr                         | maig                        | juny                        | jul                         | ag                          | set                         | oct                         | nov                         | des                         | anual                       |
| ---------------------------------------- | --------------------------- | --------------------------- | --------------------------- | --------------------------- | --------------------------- | --------------------------- | --------------------------- | --------------------------- | --------------------------- | --------------------------- | --------------------------- | --------------------------- | --------------------------- |
| Màxima mitjana °C (°F)                   | 0.7 (33.3)                  | 0.6 (33.1)                  | 1.3 (34.3)                  | 3.2 (37.8)                  | 6.9 (44.4)                  | 10.8 (51.4)                 | 13.6 (56.5)                 | 13.2 (55.8)                 | 9.9 (49.8)                  | 6.3 (43.3)                  | 3.3 (37.9)                  | 1.5 (34.7)                  | 5.9 (42.6)                  |
| Mitjana diària °C (°F)                   | −1.1 (30)                   | −1.2 (29.8)                 | −0.5 (31.1)                 | 1.4 (34.5)                  | 4.8 (40.6)                  | 8.0 (46.4)                  | 10.8 (51.4)                 | 10.7 (51.3)                 | 7.9 (46.2)                  | 4.6 (40.3)                  | 1.6 (34.9)                  | −0.3 (31.5)                 | 3.9 (39)                    |
| Mínima mitjana °C (°F)                   | −2.9 (26.8)                 | −3 (27)                     | −2.2 (28)                   | −0.3 (31.5)                 | 2.9 (37.2)                  | 6.0 (42.8)                  | 8.6 (47.5)                  | 8.8 (47.8)                  | 6.3 (43.3)                  | 3.0 (37.4)                  | 0.0 (32)                    | −2.1 (28.2)                 | 2.1 (35.8)                  |
| Precipitació mitjana mm (polzades)       | 73 (2.87)                   | 56 (2.2)                    | 57 (2.24)                   | 48 (1.89)                   | 45 (1.77)                   | 50 (1.97)                   | 52 (2.05)                   | 59 (2.32)                   | 76 (2.99)                   | 97 (3.82)                   | 80 (3.15)                   | 85 (3.35)                   | 778 (30.63)                 |
| Mitjana de dies de pluja                 | 14.5                        | 12.5                        | 12.1                        | 11.9                        | 10.5                        | 11.0                        | 10.9                        | 11.7                        | 15.0                        | 17.4                        | 16.3                        | 15.9                        | 159.7                       |
| Font: Norwegian Meteorological Institute |                             |                             |                             |                             |                             |                             |                             |                             |                             |                             |                             |                             |                             |

## Transport
El bonic centre municipal, anodí està a Hansnes, que es pot arribar a través d'un túnel submarí de Tromsø, i la unitat és d'aproximadament una hora. Des d'aquí surten els transbordadors a Vannoy, Reinøy i Karlsøy. El túnel Langsund està en construcció i es planeja que estigui acabat el 2015, però es troba actualment parat. Es connectarà les illes de Reinøya i Ringvassøy. Els pocs habitants de Rebbenesøy són atesos per un ferri des de Mikkelvik añ costat occidental de Ringvassøy.

## Atraccions
Karlsøy és plena de llocs interessants:
- L'illa de Nord-Fugløya, on s'hi troba un dels més grans penya-segats d'aus de Noruega, incloent les colònies de frarets.
- El Far Fugløykalven, al nord-oest de Nord-Fugløya
- Hi ha un alt altiplà plana a Nord-Fugløya, a 600 m sobre el nivell del mar, on creixen les mores àrtiques. L'illa només s'hi pot arribar en la temporada de mora dels pantans, quan les expedicions de pícnic s'organitzen des Burøysund.